# 합천 중촌리 승탑 및 탑비
합천 중촌리 승탑 및 탑비(陜川 中村里 僧塔 및 塔碑)는 대한민국 경상남도 합천군 가회면 중촌리 마을에 흩어져 있는 비와 부도들로, 모두 11기에 이른다.
1983년 7월 20일 경상남도의 문화재자료 제79호 중촌리 비석 및 부도로 지정되었다가, 2018년 12월 20일 현재의 명칭으로 변경되었다.

## 개요
중촌리 마을에 흩어져 있는 비와 부도들로, 모두 11기에 이른다.
비는 낮은 사각받침돌 위로 길쭉한 비몸을 세운 모습이며, 비의 윗변이 둥글게 다듬어져 있다. 승려의 사리를 모시고 있는 부도는 낮은 받침 위로 종모양의 탑몸돌을 올리고 있는데, 꼭대기에 꽃봉오리 모양의 머리장식을 얹은 것도 있고, 지붕돌을 올려 놓은 것들도 있다.
이 곳에는 봉암대사의 탑비도 함께 자리하고 있는데, 이 비만이 원래의 자리를 그대로 지키고 있었고, 나머지 유물들은 이 일대의 부도밭을 허물어 논밭으로 만들 때 곳곳에 흩어져 있던 것을 이곳에 옮겨놓은 것이라 한다.

## 참고 문헌
- 합천 중촌리 승탑 및 탑비 - 국가유산청 국가유산포털